# Síntese de aminoácidos

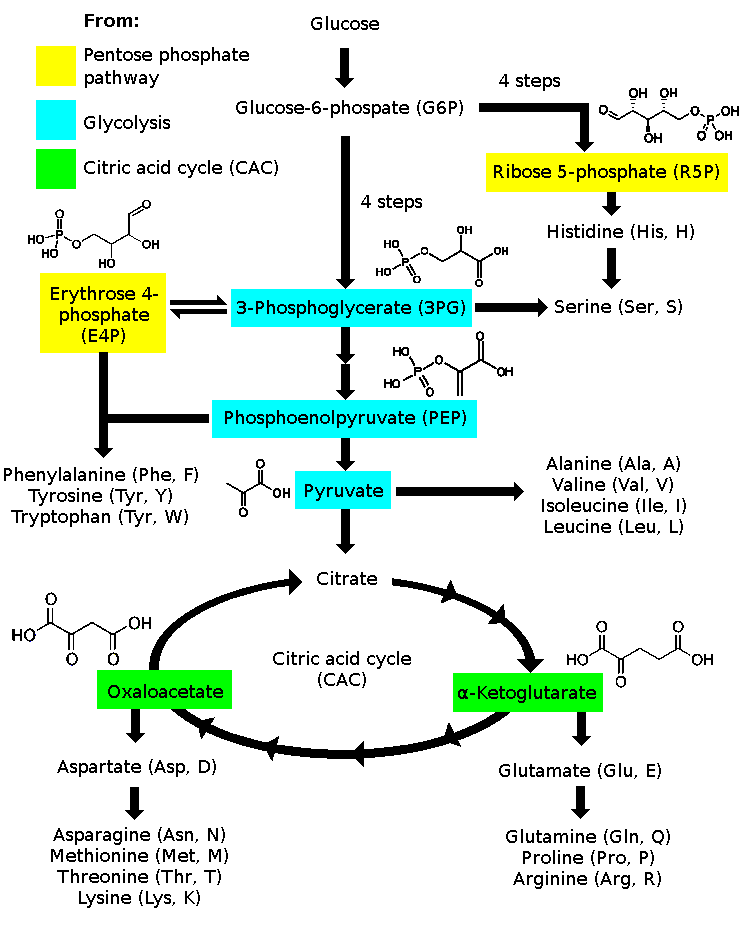
Visão geral da biossíntese de aminoácidos. As moléculas desenhadas estão em suas formas neutras e não correspondem totalmente aos nomes apresentados. Os seres humanos não podem sintetizar todos esses aminoácidos.

A síntese de aminoácidos é o conjunto de processos bioquímicos (vias metabólicas) pelos quais os aminoácidos são produzidos.  Os substratos para esses processos são vários compostos na dieta dos organismos ou meios de crescimento.  Nem todos os organismos são capazes de sintetizar todos os aminoácidos. Por exemplo, os humanos só podem sintetizar 11 dos 20 aminoácidos padrão (também conhecido como aminoácidos não essenciais), e em tempo de crescimento acelerado, a histidina pode ser considerada um aminoácido essencial.

## De intermediários do ciclo do ácido cítrico e outras vias
Do conjunto básico de vinte aminoácidos (sem contar selenocisteína), humanos não podem sintetizar oito. Além disso, os aminoácidos arginina, cisteína, glicina, glutamina, histidina, prolina, serina e tirosina são considerados condicionalmente essenciais, o que significa que normalmente não são necessários na dieta, mas devem ser fornecidos exogenamente a populações específicas que não o sintetizam em quantidades adequadas. Por exemplo, arginina suficiente é sintetizada pelo ciclo da uréia para atender as necessidades de um adulto, mas talvez não as de uma criança em crescimento. Os aminoácidos que devem ser obtidos da dieta são chamados aminoácidos essenciais.  Aminoácidos não essenciais são produzidos no corpo. As vias para a síntese de aminoácidos não essenciais são bastante simples. A glutamato desidrogenase catalisa a aminação redutiva de α-cetoglutarato a glutamato.  Uma reação de transaminação ocorre na síntese da maioria dos aminoácidos.  Nesta etapa, a quiralidade do aminoácido é estabelecida.  Alanina e aspartato são sintetizados pela transaminação de piruvato e oxaloacetato, respectivamente. Glutamina é sintetizada de NH4+ e glutamato, e asparagina é sintetizada similarmente. Prolina e arginina são derivadas de glutamato. Serina, formada de 3-fosfoglicerato, é o precursor de glicina e cisteína.  Tirosina é sintetizada da hidroxilação de fenilalanina, um aminoácido essencial.  As rotas para a biossíntese de aminoácidos essenciais são muito mais complexos do que os não essenciais.
Cortisol inibe a síntese de proteínas.

## α-Cetoglutaratos: glutamato, glutamina, prolina, arginina
A maioria dos aminoácidos é sintetizada a partir de α-cetoácidos, e mais tarde transaminado de outro aminoácido, geralmente glutamato. A enzima envolvida nesta reação é uma aminotransferase.
 α-cetoácido + glutamato ⇄ aminoácido + α-cetoglutarato
Glutamato em si é formado por aminação de α-cetoglutarato:
 α-cetoglutarato + 
NH+
4 ⇄ glutamato